# 托爾斯坦·赫弗斯泰德
托爾斯坦·赫弗斯泰德（挪威語：Torstein Bugge Høverstad，1944年6月18日—）是挪威翻譯家、作家、詩人，翻譯了兩百多本書籍。他的譯作包括J·R·R·托爾金的《魔戒》三部曲、J·K·羅琳的《哈利波特》、菲力普·普曼的《黃金羅盤》、查爾斯·狄更斯的《小氣財神》以及幾部莎士比亞戲劇。他因翻譯《哈利波特》系列小說而創造了2000多個挪威文新單詞。他也是《哈利波特》系列的挪威文有聲書版本的朗讀者。
在1990年至1994年間擔任挪威翻譯協會主席。

## 榮譽
- 1990年，因翻譯《小氣財神》而獲得瑞典全國兒童和青年協會獎[4]。
- 1997年，因翻譯《黃金羅盤》榮獲挪威文化部（英语：Ministry of Culture (Norway)）兒童和青年文學獎的翻譯獎。
- 2000年，因翻譯而獲得巴斯蒂安獎（英语：Bastian Prize）[5]。
- 2007年，因翻譯《哈利波特》系列而獲得挪威文化部兒童和青年文學獎的翻譯獎[6]。
- 2008年，在第十八屆世界翻譯大會上獲得阿斯特麗德·林格倫兒童文學翻譯獎[7]。
- 2010年，獲得挪威語言文學學院獎（英语：Norwegian Academy Prize in memory of Thorleif Dahl）[8]。